# 新村五拱桥
新村五拱桥，位于中国广东省清远市连州市星子镇联西村下属的东头自然村与新村自然村之间，横跨星子河。根据地方志记载，始建于明代。
1996年8月，新村五拱桥列为连州市文物保护单位，类型为古建筑，历史年代为明代。2020年3月，连州市文化广电旅游体育局曾委托一家广东公司对桥梁进行鉴定。